# Žan Kranjec
Žan Kranjec, slovenski alpski smučar, * 15. november 1992, Slovenija.
Kranjec je olimpijski podprvak v veleslalomu z Zimskih olimpijskih iger 2022 in zmagovalec dveh tekem v svetovnem pokalu.

## Mladinsko svetovno prvenstvo
Kranjec je na svetovnem mladinskem prvenstvu leta 2012 v Roccarasou osvojil bronasti medalji v veleslalomu in kombinaciji ter zlato medaljo na ekipni tekmi, kjer so bili v slovenski reprezentanci še Ula Hafner, Ana Bucik in Mišel Žerak.

## Kariera
V svetovnem pokalu je debitiral 5. marca 2011 na veleslalomu v Kranjski gori, kjer je odstopil. Prvo uvrstitev med dobitnike točk je dosegel 22. decembra 2013, ko je na veleslalomu v Alti Badii zasedel 23. mesto.

### Sezona 2016/17
Uvodno tekmo svetovnega pokala v alpskem smučanju 23. oktobra 2016 v Söldnu je začel s četrtim mestom v veleslalomu, kar je bila njegova dotedanja najboljša uvrstitev.
22. decembra je na nočnem slalomu v italijanski Madonni di Campiglio nastopil s štartno številko 70 in z 28. mestom prvič prišel do točk tudi v tej disciplini.

### Sezona 2017/18
V Alti Badii je na veleslalomu s tretjim mestom 17. decembra 2017 dosegel svoje prve stopničke v karieri. Tako je prekinil 16-letni post slovenske moške vrste na veleslalomih v svetovnem pokalu. Pred njim je veleslalomske stopničke v moški konkurenci osvojil Uroš Pavlovčič s tretjim mestom v Kranjski Gori leta 2001. Marca 2018 je prvič nastopil znotraj elitne sedmerice. S tem je postal po dolgih 22 letih prvi slovenski veleslalomist, ki mu je to uspelo. Nazadnje je bil tam Jure Košir, ko je nastopil 16. januarja 1996 v Adelbodnu.

### Zimske olimpijske igre 2018
Žan Kranjec je tekmo na olimpijskem veleslalomu končal na četrtem mestu. Z odlično drugo vožnjo je iz devetega mesta po prvi vožnji napredoval na četrto, tako pridobil pet mest in na koncu za bronasto medaljo zaostal za 40 stotink. Ta uvrstitev je druga najboljša slovenska na olimpijskih moških veleslalomih, boljši je bil le Jure Franko, ki je bil drugi (Sarajevo 1984), četrti pa je bil tudi Bojan Križaj leta 1980 v Lake Placidu.

### Sezona 2018/19
19. decembra 2018 je Žan Kranjec na veleslalomu v Saalbachu slavil svojo prvo zmago v karieri. To je bila šele druga slovenska moška zmaga v veleslalomu po letu 1982, ko je v Cortini d'Ampezzo slavil Boris Strel.

## Svetovni pokal

### Dosežki v svetovnem pokalu
| Sezona | Discipline | Discipline      | Discipline | Discipline | Discipline     | Discipline | Discipline  |                 |
| Sezona | Starost    | Skupni seštevek | Slalom     | Veleslalom | Supervelelalom | Smuk       | Kombinacija | Paralelna tekma |
| 2014   | 21         | 129             | —          | 46         | —              | —          | —           | —               |
| 2015   | 22         | 121             | —          | 37         | —              | —          | —           | —               |
| 2016   | 23         | 79              | —          | 26         | —              | —          | —           | —               |
| 2017   | 24         | 49              | 61         | 14         | —              | —          | —           | —               |
| 2018   | 25         | 33              | —          | 6          | —              | —          | —           | —               |
| 2019   | 26         | 24              | 32         | 4          | —              | —          | —           | —               |
| 2020   | 27         | 16              | 48         | 4          | —              | —          | —           | 10              |
| 2021   | 28         | 39              | —          | 9          | —              | —          | —           | 25              |

### Stopničke
| Št. | Stopničke v svetovnem pokalu | Stopničke v svetovnem pokalu | Stopničke v svetovnem pokalu | Stopničke v svetovnem pokalu | Stopničke v svetovnem pokalu | Stopničke v svetovnem pokalu | Stopničke v svetovnem pokalu |
| Št. | Sezona                       | Datum                        | Prizorišče                   | Disciplina                   | Uvrstitev                    |                              |                              |
| 1   | 2018                         | 17. december 2017            | Alta Badia, Italija          | veleslalom                   | 3                            |                              |                              |
| 2   | 2019                         | 19. december 2018            | Saalbach, Avstrija           | veleslalom                   | 1                            |                              |                              |
| 3   | 2019                         | 16. marec 2019               | Soldeu, Andora               | veleslalom                   | 3                            |                              |                              |
| 4   | 2020                         | 27. oktober 2019             | Sölden, Avstrija             | veleslalom                   | 3                            |                              |                              |
| 5   | 2020                         | 22. december 2019            | Alta Badia, Italija          | veleslalom                   | 3                            |                              |                              |
| 6   | 2020                         | 11. januar 2020              | Adelboden, Švica             | veleslalom                   | 1                            |                              |                              |
| 7   | 2021                         | 5. december 2020             | Santa Caterina, Italija      | veleslalom                   | 2                            |                              |                              |
| 8   | 2022                         | 24. oktober 2021             | Sölden, Avstrija             | veleslalom                   | 3                            |                              |                              |

## Svetovno prvenstvo v alpskem smučanju
| Leto                                | Superveleslalom | Veleslalom | Slalom | Kombinacija |
| ----------------------------------- | --------------- | ---------- | ------ | ----------- |
| SP 2013 · Avstrija - Schladming     | —               | 22.        | —      | —           |
| SP 2015 · ZDA - Vail - Beaver Creek | —               | odstopil   | 32.    | —           |
| SP 2017 Švica - Saint-Moritz        | —               | odstopil   | —      | —           |
| SP 2019 Švedska - Are               | —               | 5.         | 17.    | —           |

Legenda :
- — : Žan Kranjec na tekmi ni nastopil.

## Zimske olimpijske igre
| Leto                              | Slalom   | Veleslalom | Kombinacija |
| --------------------------------- | -------- | ---------- | ----------- |
| ZOI 2014 · Rusija - Soči          | odstopil | 23.        | —           |
| ZOI 2018 Južna Koreja - Pjongčang | —        | 4.         | —           |
| ZOI 2022Peking                    |          | 2.         |             |

Legenda :
- — : Žan Kranjec na tekmi ni nastopil.